# Eyþór Ingi Gunnlaugsson
Eyþór Ingi Gunnlaugsson nebo též pouze Eyþór Ingi (* 29. května 1989) je islandský zpěvák. V únoru 2013 zvítězil na soutěži Söngvakeppnin a následně reprezentoval Island na Eurovision Song Contest 2013 ve švédském Malmö s písní "Ég Á Líf", s níž obsadil 17. místo se ziskem 47 bodů.
Od roku 2013 je zpěvákem islandské rockové skupiny Todmobile.

## Život a kariéra
Eyþór se již od dětství zajímal o uměleckou činnost – v patnácti letech byl členem mládežnického divadelního spolku, díky němuž získal roli v muzikálu Oliver Twist, během studia na střední škole pro změnu ztvárnil Ježíše v představení Jesus Christ Superstar. V roce 2008 zvítězil se svou skupinou Bubba v televizní show islandského Druhého kanálu.
V roce 2013 se stal vítězem soutěže Söngvakeppnin a v květnu posléze vystoupil v Malmö na Eurovizi 2013. S písní "Ég Á Líf" nejprve postoupil z druhého semifinálového kola. Ve finále obsadil 17. místo s 47 body. Největší podíl z nich (8) obdržel od hlasujících v Německu.
V populární rockové skupině Todmobile převzal místo zpěváka po Eyþóru Arnaldsovi.

## Diskografie

### Alba
- 2013: "Ég Á Líf"

### Singly
| Rok  | Název      | Nejvyšší pozice | Nejvyšší pozice | Nejvyšší pozice | Nejvyšší pozice | Album                     |
| Rok  | Název      | ICE             | GER             | NL              | SWI             | Album                     |
| ---- | ---------- | --------------- | --------------- | --------------- | --------------- | ------------------------- |
| 2013 | "Ég á líf" | 1               | 75              | 84              | 46              | Ég á líf: The Malmö Album |

| Island Eurovision Song Contest                  | Island Eurovision Song Contest | Island Eurovision Song Contest     |
| ----------------------------------------------- | ------------------------------ | ---------------------------------- |
| Předchůdce: Gréta Salóme & Jónsi "Never Forget" | 2013 Eyþór Ingi Gunnlaugsson   | Nástupce: Pollapönk "No Prejudice" |